# Campeonato Gaúcho
Campeonato Gaúcho - ligowe mistrzostwa stanu Rio Grande do Sul.
Za najsilniejsze pod względem prezentowanego poziomu uważane są stany São Paulo i Rio de Janeiro. Niewiele im jednak ustępują stany Minas Gerais i Rio Grande do Sul. Rywalizacja o miano najlepszego klubu Brazylii toczy się głównie między klubami pochodzącymi z tych czterech stanów - reszta kraju od lat stanowi jedynie tło tej rywalizacji.
W roku 2006 reprezentant stanu Rio Grande do Sul SC Internacional Porto Alegre zwyciężył w Copa Libertadores, a następnie w klubowych Mistrzostwach Świata.

## Kluby
Pierwsza liga
- Clube Esportivo Aimoré (São Leopoldo)
- Esporte Clube Avenida (Santa Cruz do Sul)
- Grêmio Esportivo Brasil (Pelotas)
- Sociedade Esportiva e Recreativa Caxias do Sul (Caxias do Sul)
- Grêmio Foot-Ball Porto Alegrense (Porto Alegre)
- Sport Club SC Internacional (Porto Alegre)
- Esporte Clube EC Juventude (Caxias do Sul)
- Esporte Clube Novo Hamburgo (Novo Hamburgo)
- Esporte Clube Pelotas (Pelotas)
- Esporte Clube São Luiz (Ijuí)
- Esporte Clube São José (Porto Alegre)
- Veranópolis Esporte Clube Recreativo e Cultural (Veranópolis)

Druga liga
- Grêmio Esportivo Bagé (Bagé)
- Esporte Clube Cruzeiro (Cachoeirinha)
- Clube Esportivo Bento Gonçalves (Bento Gonçalves)
- Grêmio Atlético Farroupilha (Pelotas)
- Grêmio Esportivo Glória (Vacaria)
- Esporte Clube Guarani (Venâncio Aires)
- Esporte Clube Igrejinha (Igrejinha)
- Esporte Clube Esporte Clube Internacional (Santa Maria)
- Clube Esportivo Lajeadense (Lajeado)
- Esporte Clube Passo Fundo (Passo Fundo)
- Sociedade Esportiva São Borja (São Borja)
- Esporte Clube São Gabriel (São Gabriel (Rio Grande do Sul))
- Sport Club São Paulo (Rio Grande)
- Tupy Futebol Clube (Crissiumal)
- União Frederiquense de Futebol (Frederico Westphalen)
- Ypiranga Futebol Clube (Erechim)

## Lista mistrzów
| Sezon | Mistrz                      | Wicemistrz                 |
| ----- | --------------------------- | -------------------------- |
| 1919  | Brasil de Pelotas           | Grêmio                     |
| 1920  | Guarany de Bagé             | Grêmio                     |
| 1921  | Grêmio                      | Riograndense (Santa Maria) |
| 1922  | Grêmio                      | Guarani de Alegrete        |
| 1925  | Bagé                        | Grêmio                     |
| 1926  | Grêmio                      | Guarany de Bagé            |
| 1927  | SC Internacional            | Bagé                       |
| 1928  | Americano                   | Bagé                       |
| 1929  | Esporte Clube Cruzeiro (MG) | Guarany de Bagé            |
| 1930  | Pelotas                     | Grêmio                     |
| 1931  | Grêmio                      | Guarani de Alegrete        |
| 1932  | Grêmio                      | Pelotas                    |
| 1933  | São Paulo                   | Grêmio                     |
| 1934  | SC Internacional            | 9º Reg. Infantaria         |
| 1935  | 9º Reg. Infantaria          | Grêmio                     |
| 1936  | Rio Grande                  | SC Internacional           |
| 1937  | Grêmio Santanense           | Riograndense (RG)          |
| 1938  | Guarany de Bagé             | Riograndense (RG)          |
| 1939  | Riograndense (RG)           | Grêmio Santanense          |
| 1940  | SC Internacional            | Bagé                       |
| 1941  | SC Internacional            | Rio Grande                 |
| 1942  | SC Internacional            | Floriano                   |
| 1943  | SC Internacional            | Guarani Cachoeira          |
| 1944  | SC Internacional            | Bagé                       |
| 1945  | SC Internacional            | Pelotas                    |
| 1946  | Grêmio                      | Riograndense (RG)          |
| 1947  | SC Internacional            | Floriano                   |
| 1948  | SC Internacional            | Grêmio Santanense          |
| 1949  | Grêmio                      | Floriano                   |
| 1950  | SC Internacional            | Floriano                   |
| 1951  | SC Internacional            | Pelotas                    |
| 1952  | SC Internacional            | Floriano                   |
| 1953  | SC Internacional            | Brasil de Pelotas          |
| 1954  | Renner                      | Brasil de Pelotas          |
| 1955  | SC Internacional            | Brasil de Pelotas          |
| 1956  | Grêmio                      | Pelotas                    |
| 1957  | Grêmio                      | Bagé                       |
| 1958  | Grêmio                      | Guarany de Bagé            |
| 1959  | Grêmio                      | Farroupilha                |
| 1960  | Grêmio                      | Pelotas                    |
| 1961  | SC Internacional            | Grêmio                     |
| 1962  | Grêmio                      | SC Internacional           |
| 1963  | Grêmio                      | SC Internacional           |
| 1964  | Grêmio                      | SC Internacional           |
| 1965  | Grêmio                      | EC Juventude               |
| 1966  | Grêmio                      | SC Internacional           |
| 1967  | Grêmio                      | SC Internacional           |
| 1968  | Grêmio                      | SC Internacional           |
| 1969  | SC Internacional            | Grêmio                     |
| 1970  | SC Internacional            | Grêmio                     |
| 1971  | SC Internacional            | Grêmio                     |
| 1972  | SC Internacional            | Grêmio                     |
| 1973  | SC Internacional            | Grêmio                     |
| 1974  | SC Internacional            | Grêmio                     |
| 1975  | SC Internacional            | Grêmio                     |
| 1976  | SC Internacional            | Grêmio                     |
| 1977  | Grêmio                      | SC Internacional           |
| 1978  | SC Internacional            | Grêmio                     |
| 1979  | Grêmio                      | Esportivo                  |
| 1980  | Grêmio                      | SC Internacional           |
| 1981  | SC Internacional            | Grêmio                     |
| 1982  | SC Internacional            | Grêmio                     |
| 1983  | SC Internacional            | Brasil de Pelotas          |
| 1984  | SC Internacional            | Grêmio                     |
| 1985  | Grêmio                      | SC Internacional           |
| 1986  | Grêmio                      | SC Internacional           |
| 1987  | Grêmio                      | SC Internacional           |
| 1988  | Grêmio                      | SC Internacional           |
| 1989  | Grêmio                      | SC Internacional           |
| 1990  | Grêmio                      | Caxias                     |
| 1991  | SC Internacional            | Grêmio                     |
| 1992  | SC Internacional            | Grêmio                     |
| 1993  | Grêmio                      | SC Internacional           |
| 1994  | SC Internacional            | EC Juventude               |
| 1995  | Grêmio                      | SC Internacional           |
| 1996  | Grêmio                      | EC Juventude               |
| 1997  | SC Internacional            | Grêmio                     |
| 1998  | EC Juventude                | SC Internacional           |
| 1999  | Grêmio                      | SC Internacional           |
| 2000  | Caxias                      | Grêmio                     |
| 2001  | Grêmio                      | EC Juventude               |
| 2002  | SC Internacional            | 15 de Novembro             |
| 2003  | SC Internacional            | 15 de Novembro             |
| 2004  | SC Internacional            | Ulbra                      |
| 2005  | SC Internacional            | 15 de Novembro             |
| 2006  | Grêmio                      | SC Internacional           |
| 2007  | Grêmio                      | EC Juventude               |
| 2008  | SC Internacional            | EC Juventude               |
| 2009  | SC Internacional            | Grêmio                     |
| 2010  | Grêmio                      | SC Internacional           |
| 2011  | SC Internacional            | Grêmio                     |
| 2012  | SC Internacional            | Caxias                     |
| 2013  | SC Internacional            | Lajeadense                 |
| 2014  | SC Internacional            | Grêmio                     |
| 2015  | SC Internacional            | Grêmio                     |
| 2016  | SC Internacional            | EC Juventude               |
| 2017  | EC Novo Hamburgo            | SC Internacional           |
| 2018  | Grêmio                      | Brasil de Pelotas          |

### Liczba tytułów
- 45 - SC Internacional
- 37 - Grêmio
- 2 - Guarany de Bagé
- 1 - Brasil de Pelotas, Bagé, Americano, Cruzeiro, São Paulo, 9º Reg. Infantaria, Pelotas, Rio Grande, Grêmio Santanense, Riograndense-RG, Renner, EC Juventude, Caxias and EC Novo Hamburgo